# Tytthocope pygmaea
Tytthocope pygmaea är en kräftdjursart som först beskrevs av Sars 1879.  Tytthocope pygmaea ingår i släktet Tytthocope och familjen Munnopsidae. Arten är reproducerande i Sverige. Inga underarter finns listade i Catalogue of Life.